# Masakra w Simele
Masakra w Simele (arm. ܦܪܡܬܐ ܕܣܡܠܐ Premta d-Simele) – pierwsza z wielu masakr popełnionych przez iracki rząd podczas systematycznego wyniszczania chrześcijańskich Asyryjczyków w północnym Iraku w sierpniu 1933 roku. Termin ten jest używany do opisania nie tylko masakry w Simele, ale także do eksterminacji 63 wsi asyryjskich w Dahuku oraz dzielnicy Mosulu, które doprowadziły do śmierci około 3 tys. Asyryjczyków. Wcześniej, podczas ludobójstwa Asyryjczyków w trakcie I wojny światowej, zostały wymordowane przez Turków i Kurdów dwie trzecie ich populacji.